# Cotechino Modena
O cotechino Modena, ou cotechino di Modena (italiano: [koteˈkiːno di ˈmɔːdena]; grafado cotecchino ou coteghino em alguns dos principais dialetos, mas não na norma italiana), é um tipo de linguiça feita com carne suína, gordura dorsal e pele de porco. É reconhecida como um produto de Indicação Geográfica Protegida (IGP), originário da cidade de Modena, na Itália. O zampone di Modena, ou simplesmente zampone, é um produto semelhante e também possui o selo DOP (Denominação de Origem Protegida).
O cotechino teria se originado por volta de 1511, na comuna italiana de Mirandola. Segundo relatos históricos, durante um cerco, os moradores buscaram formas de conservar a carne suína e utilizar cortes menos nobres, resultando na criação desse embutido. A versão local, conhecida como zampone, consiste no mesmo recheio do cotechino, mas envolto em pé de porco desossado.
No século XVIII, ela se tornou mais popular do que a linguiça comum e, no século XIX, passou a ser produzida em massa na região nos arredores.
O cotechino é normalmente servido com lentilhas, juntamente com polenta ou purê de batatas, sendo consumido principalmente como um prato de Ano Novo.

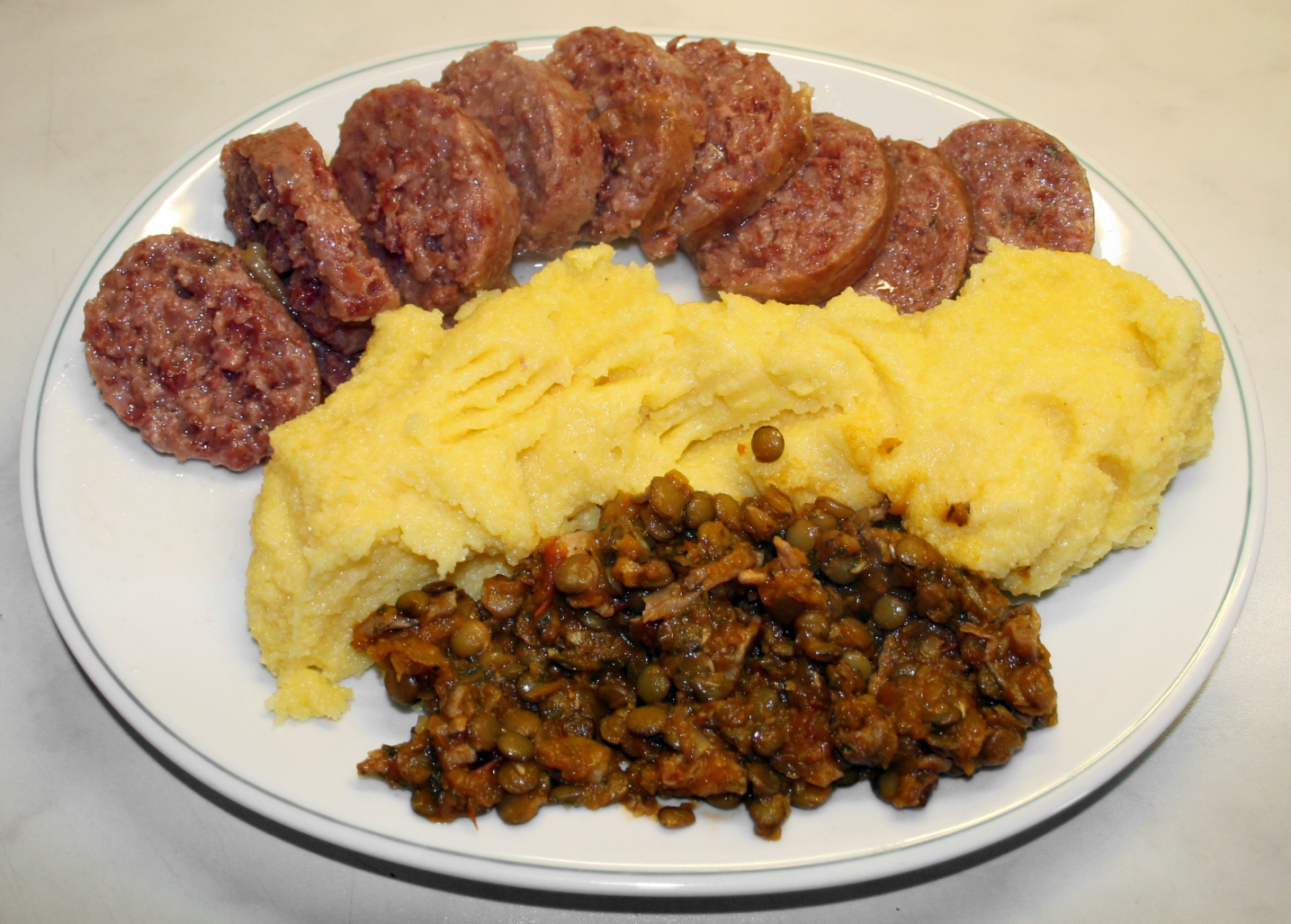
Um Cotechino Modena cozido(acima), servido com polenta e lentilhas.
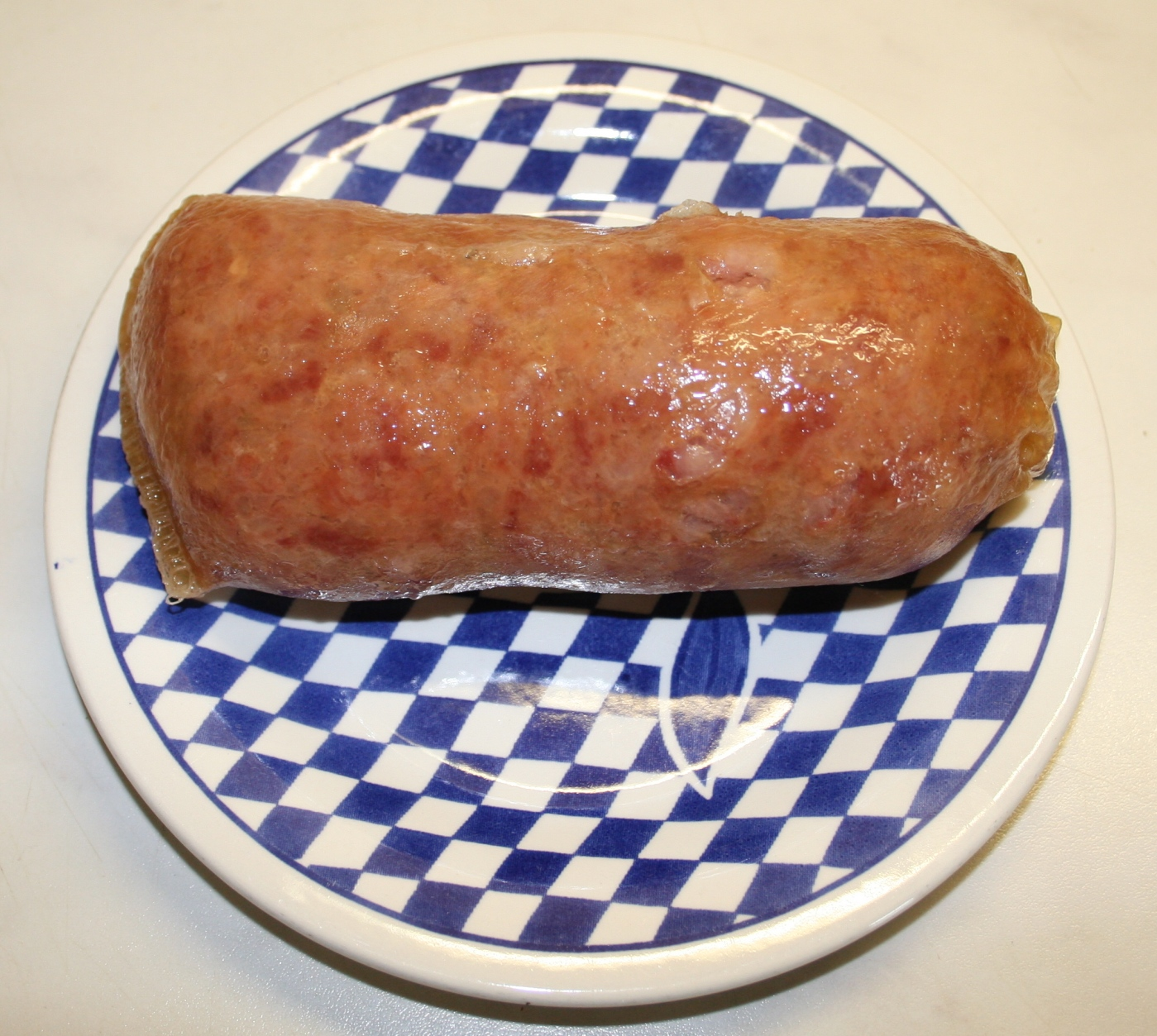
Um Cotechino Modena cozido.